# Meldonium
Meldonium ist der internationale Freiname für einen herz- und kreislaufwirksamen Arzneistoff. Es wird von dem lettischen Pharmaunternehmen Grindeks produziert und vermarktet. Als Medikament ist es in einigen osteuropäischen Staaten, beispielsweise Russland und Litauen, zugelassen, nicht jedoch z. B. in Deutschland oder den Vereinigten Staaten.
Seit 1. Januar 2016 steht es als unerlaubte Substanz auf der Dopingliste der Welt-Anti-Doping-Agentur (WADA). Seitdem wurde es bei diversen Athleten nachgewiesen.

## Wirkungsmechanismus
Meldonium inhibiert im Organismus die Synthese von Carnitin, mit dem es eine hohe strukturelle Ähnlichkeit hat, indem es das Enzym γ-Butyrobetainhydroxylase blockiert. Im Blutserum steigen dadurch die Spiegel von γ-Butyrobetain (GBB), einer Vorstufe von Carnitin. Den erhöhten GBB-Spiegeln wird eine kardioprotektive Wirkung zugeschrieben.

## Medizinische Indikation
Meldonium wird in den Ländern, in denen es zugelassen ist, bei Angina Pectoris und Herzinfarkt verschrieben. Das Konzept dahinter ist die Vorstellung, dass der Metabolismus des Herzmuskels im Falle einer Ischämie, z. B. in Folge eines Herzkranzgefäßverschlusses, vom aeroben auf den anaeroben Stoffwechsel umgestellt werden soll, um die Herzmuskelzellen trotz Sauerstoffmangels noch mit der notwendigen Energie zu versorgen.

## Anwendungsformen
Meldonium ist oral wirksam und in Form von Kapseln und Tabletten auf dem Markt. Zusätzlich gibt es auch eine 10%ige Lösung für die intravenöse Injektion.

## Pharmakokinetik
Nach oraler Gabe von Meldonium werden maximale Plasmaspiegel nach 1 bis 2 Stunden erreicht. Es verteilt sich rasch ins Gewebe. Meldonium und seine Metaboliten passieren teilweise die Plazentaschranke, Tierstudien ergaben, dass Meldonium in die Muttermilch übertritt. Die Ausscheidung erfolgt hauptsächlich renal nach Metabolisierung in der Leber, die Eliminationshalbwertszeit liegt bei circa 4 Stunden.

## Analytik
Zur zuverlässigen qualitativen und quantitativen Bestimmung von Meldonium wird nach adäquater Probenvorbereitung die Kopplung der HPLC mit der Massenspektrometrie eingesetzt.

## Dopingverwendung
Meldonium wurde am 16. September 2015 mit Wirkung zum 1. Januar 2016 von der WADA als Dopingsubstanz in der Gruppe S4 (Hormone und metabolische Modulatoren) an Position 5.3 gelistet. Zuvor war es auf der Beobachtungsliste. Laut WADA ist die Wirkung von Meldonium mit der von Insulin vergleichbar. Es soll die Blutversorgung und die Ausdauer erhöhen. Ein Dopingforscher der Deutschen Sporthochschule Köln erklärte, Meldonium werde für gewöhnlich in „hohen Dosen“ eingenommen und sei mit herkömmlichen Verfahren „verhältnismäßig“ leicht nachzuweisen. Die Substanz bewirke eine höhere physische und mentale Belastbarkeit sowie eine schnellere Regeneration.
Im Februar und März 2016 geriet Meldonium in die Schlagzeilen, nachdem bei vielen Athleten die unerlaubte Verwendung der Substanz zum Doping bekannt wurde.

## Handelsnamen
Mildronate (LT), Mildronāts (LV), Мельдоний (RU)